# Elisabet de Bòsnia

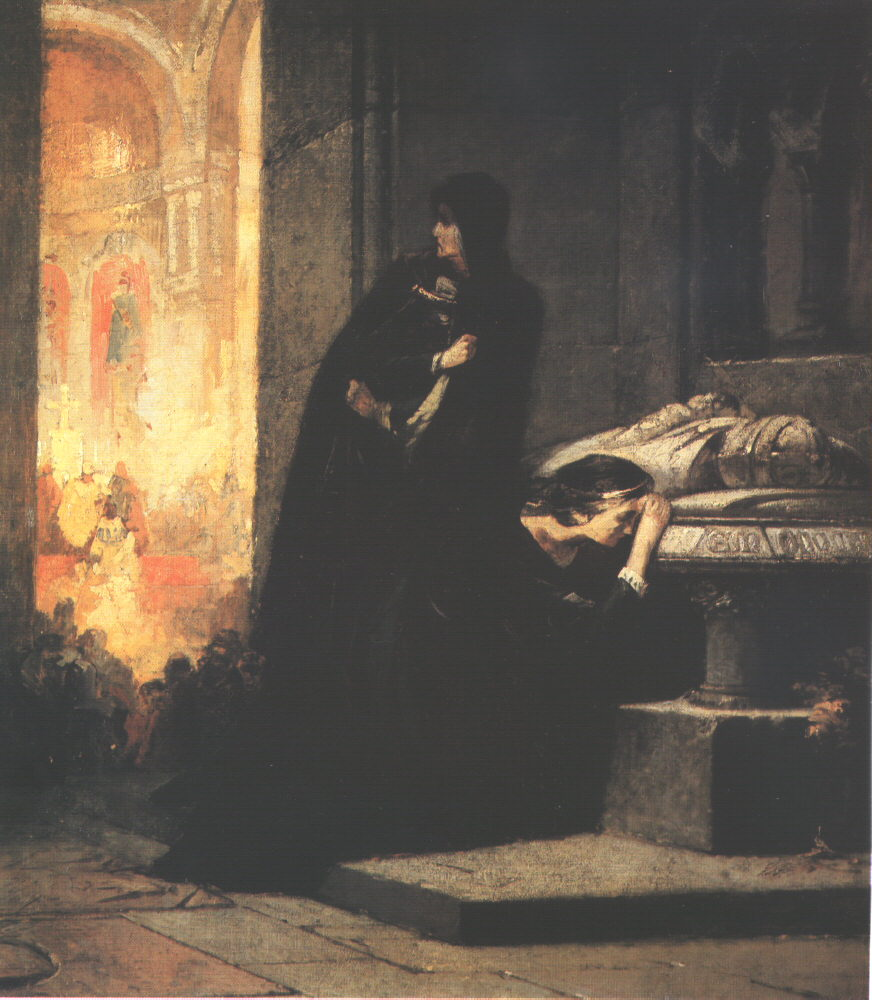
La reina Isabel Kotromanić i la seva filla la reina María I d'Hongria al costat de la tomba del rei Luis I d'Hongria. Obra de Sándor Liezen-Mayer, 1864.

Elisabet Kotromanic o Elisabet de Bòsnia (1339 - 16 de gener de 1387), va ser una princesa de Bòsnia i Reina consort d'Hongria i Polònia, com a segona esposa del rei Lluís I d'Hongria. Va ser mare de la reina Maria I d'Hongria i de la reina i santa Eduvigis de Polònia.

## Elisabet i el seu gendre Segimon de Luxemburg
Elisabet Kotromanic va néixer entre els anys 1339 i 1340, com a filla del ban Esteve II de Bòsnia i la seva dona Elisabet de Cuyavia, membre de la casa dels Piast.
La jove princesa va créixer a la cort d'Elisabet Lokietek, la vídua del rei Carles I d'Hongria, a Óbuda, ja que la mare d'Elisabet de Cuyavia era familiar de la reina consort hongaresa. D'aquesta forma va aprendre l'idioma hongarès a part de la seva llengua materna eslava, que era el croat, i allà va conèixer al fill de la reina, el rei Lluís I d'Hongria. Després de la mort de Margarida de Luxemburg, la primera dona del rei, el sobirà es va casar amb Elisabet Kotromanic el 20 de juny del 1353. D'aquest matrimoni van néixer quatre fillsː Caterina d'Hongria (1370), Maria I d'Hongria (1371) i Eduvigis de Polònia (1373).

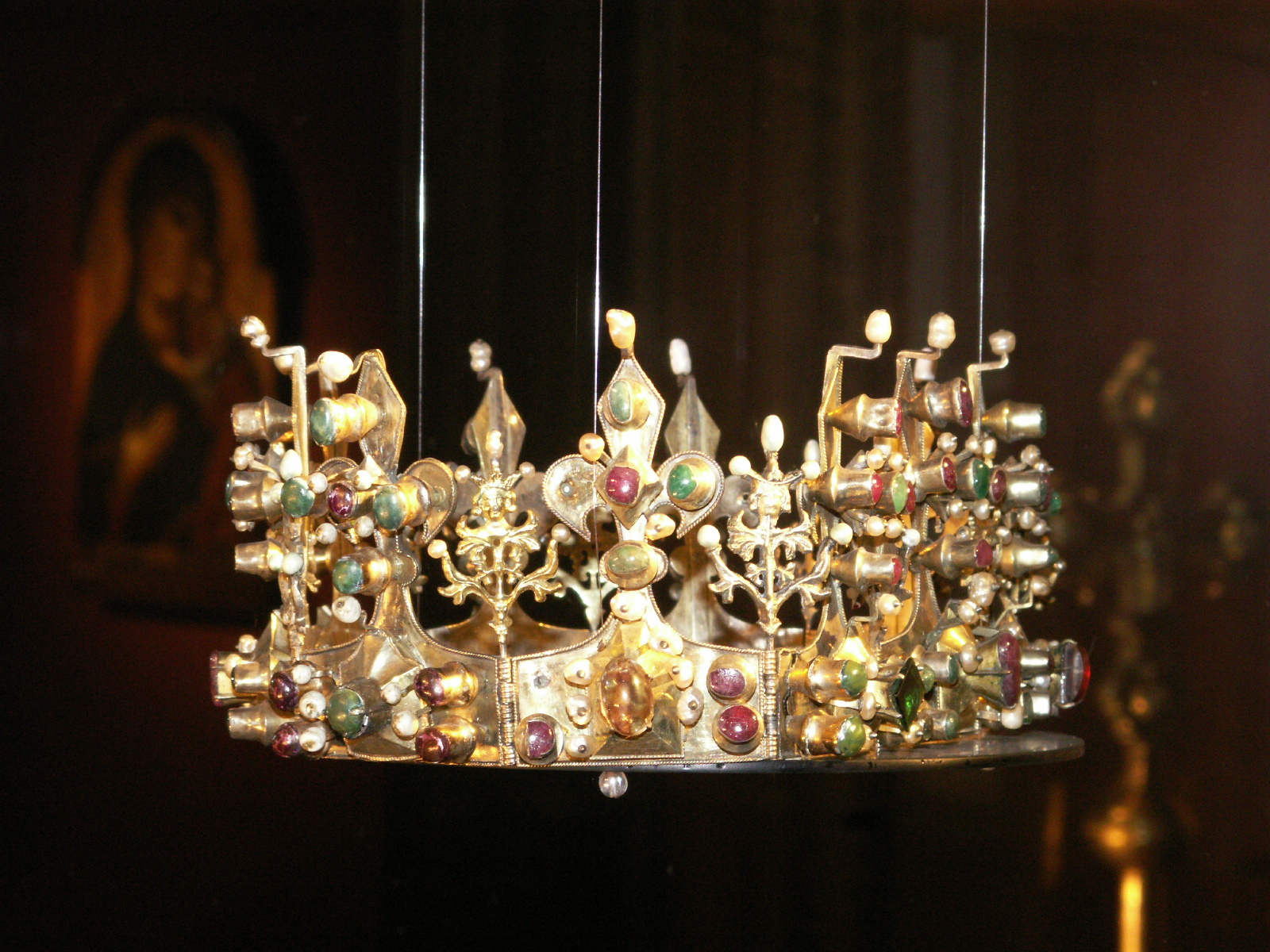
Corona d'Isabel Kotromanić, regal del seu espòs Lluís I d'Hongria

Elisabet Kotromanic sempre va quedar relegada en un segon lloc a la cort hongaresa davant la seva sogra Elisabet Lokietek, que era la consellera més propera al rei i sense la qual mai es prenien decisions importants. Després de la mort del rei Lluís I d'Hongria a l'any 1382, Elisabet va aconseguir accedir al poder en nom de la seva filla Maria. El Nàdor d'Hongria, Nicolau Garai, va resultar ser de gran pes a les seves decisions, el qual també va guiar a grups de la noblesa que no estaven d'acord amb que
Quan a l'agost de 1384 es va revelar que l'espòs de la filla d'Elisabet no seria Segimon, sinó Lluís I d'Orleans, Duc d'Orleans, i el germà petit del rei Carles VI de França, va esclatar una guerra interna entre els dos bàndols. Durant aquest caos, es va dissoldre la unió personal entre Polònia i Hongria, generada per la mort de Lluís I, quan Eduvigis de Polònia va ser escollida reina de Cracòvia. El matrimoni de la reina hongaresa i del Duc d'Orleans es va celebrar a l'any 1385, i Segimon es va veure obligat a fugir del regne, planejant fer valdre els seus drets amb l'ús de les armes. D'aquesta manera va tornar amb l'ajuda dels txecs, germans i moraus, i l'1 de novembre de 1385 va obligar a Maria a casar-se amb ell. Al rebre la notícia del matrimoni, Lluís es va retirar i Segimon va esdevenir el seu nou espòs.

## Elisabet contraCarles III de Nàpols
El bisbe de Zagreb, Pau Horváti, i el ban Joan Horváti no van reconèixer l'herència de Maria per ser dona, y per això van organitzar un grup que va portar de retorn a Hongria al rei Carles III de Nàpols, el qual pertanyia a la dinastia d'Anjou i que havia crescut a la cort del difunt Lluís I. A l'any 1385, va arribar al regne hongarès amb un exèrcit després d'haver ser cridat per diversos nobles, i es va presentar com a pretendent a la corona hongaresa, tot i que havia jurat a Lluís I que no intervindría entre el tron i la seva filla Maria. El molt popular Carles va ser coronat el 31 de desembre de 1385 per l'arquebisbe Dèmeter d'Esztergom, davant la qual cosa Segismón es va veure forçat a tornar a fugir.
No obstant això, Elisabet no estava disposada a permetre que l'Anjou violador de juraments es fes amb el poder de la nit al dia, i d'immediat va planejar un atemptat cotra ell. El 7 de febrer de 1386 durant la nit, després que el Nàdor Nicolau Garai marxés amb l'excusa de preparar el casament de la seva filla, va apostar un gran exèrcit al voltant del castell reial, i la reina Elisabet va cridar a Carles III assegurant-li que havia arribat una carta molt important de Segismón. El rei, sense sospitar res, va anar fins a l'ala del castell on residia Elisabet, on els seus guàrdies napolitans van ser assassinats i el propi rei va rebre un cop amb una pica portat a terme per Blas Forgách. El rei va quedar greument ferit, però posant-se dempeus va intentar fugir d'allà, i la reina Elisabet va patir un desmai davant la sangonosa escena. La reina no va tenir participació directa en l'assassinat ni va estar al tanto d'aquest, però després d'això la seva filla va tornar a ser anomenada reina. Passades diverses setmanes, després de ser traslladat a la ciutat de Visegrád, el rei Carles III va morir el dia 24 de febrer en ser escanyat.

### Elisabet i la seva filla

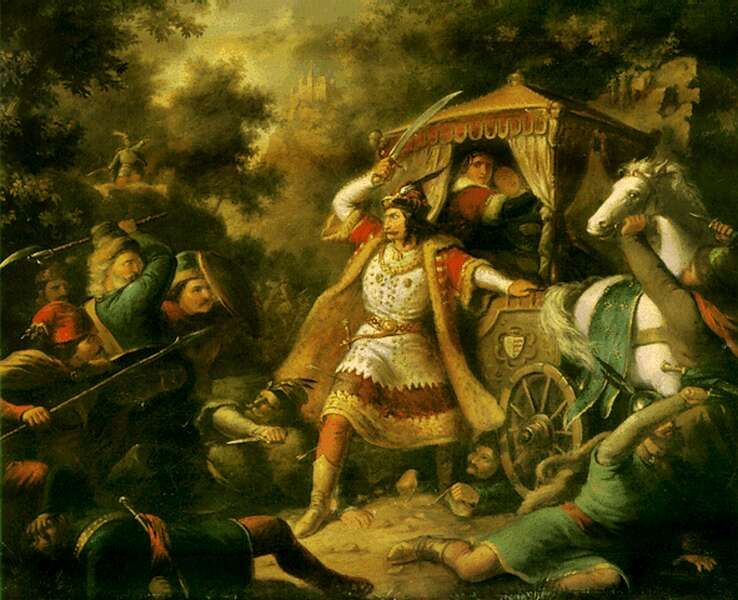
El nádor Nicolás Garai defensa a la reina Isabel Kotromanić i a la seva filla María. Obra de Mihály Kovács (1855).

Després de la mort de Carles II a l'any 1386, van tornar a sorgir alçaments al llarg del riu Dráva, els quals la reina Elisabet va voler apavaigar amb la seva pròpia presència. D'aquesta manera la reina mare i la seva filla van viatjar per tot el regne, però el 25 de juliol van ser atacades a prop del castell de Gara, on van assassinar als seus guàrdies. Durant el combat va morir Blas Forgách i Nicolau Garai va ser decapitat. El seu cap va ser llençat dins de la carrossa de les reines, les quals estaven molt espantades (posteriorment, el cap de Joan Garai va ser portat a Nàpols i entregat a la reina vídua de Carles III). En mig del atemptat, la reina Elisabet va pregar plorant per la vida de la seva filla, i cap de les dues va ser maltractada. Ambdúes van ser traslladades primer al castell de Gomnec i després al de Kruppa, on van ser presoneres durant un temps. Després de derrotar l'alçament, van ser traslladades a Novigrad, i un cop allà, després de descobrir-se unes negociacions secretes amb la República de Venècia per la seva lliberació, el 16 de gener de 1387 els guàrdies van irrompre a la seva habitació per ordre de Pau Hovárti i, després de posar una corda al coll d'Elisabet, la van escanyar davant de la seva filla. Els guàrdies no es van atrevir a tocar a Maria.